# Proporcionális számláló

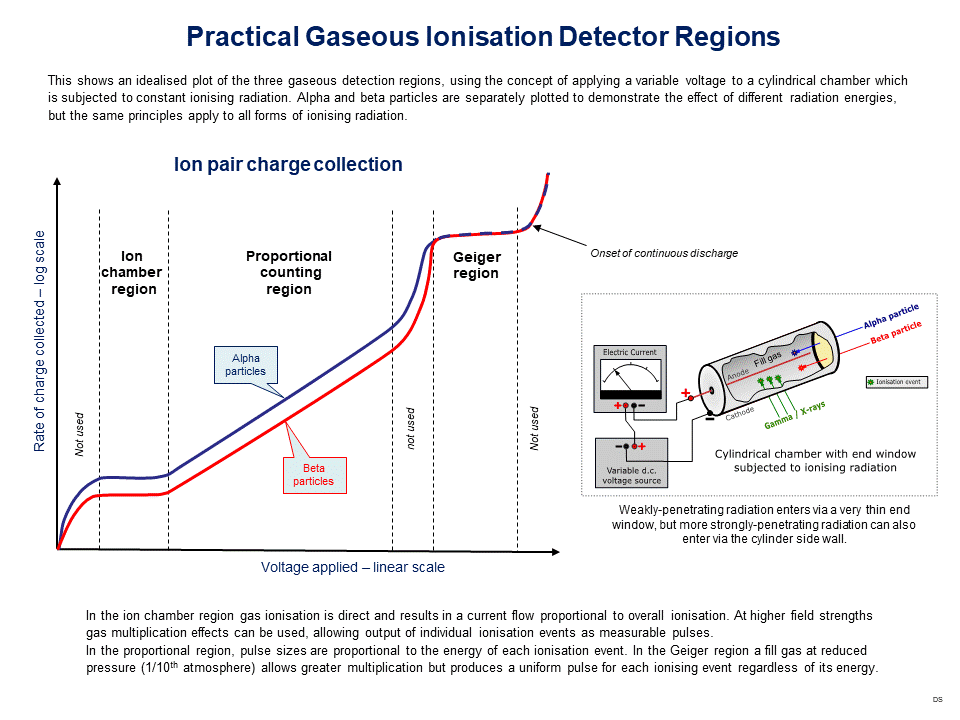
Gázionizációs detektorok működési régiói

A proporcionális számláló a gáztöltésű detektorok egy fajtája, az ionizáló sugárzás számlálására és  energiájának mérésére való eszköz, melyet Samuel Curran talált fel 1948-ban. Működése során az ionizációs kamra és a Geiger–Müller-cső mechanizmusait kombinálja ezek közötti feszültséget alkalmazva. A számlálócsőben semleges gáz van, és egy kis mennyiségű korlátozó gáz, mely megakadályozza az ionizálási lavina hatását. Az általában használatos  proporcionális gázkeverék 90% argonból és 10% metánból áll (más néven P-10).

## Működése röviden
A proporcionális kamra olyan gáztöltésű detektorfajta, mely a Geiger–Müller-számlálóval szemben (GM-cső) nemcsak részecskeszámlálásra, hanem a sugárrészecske energiameghatározására is alkalmas. Belső erősítése miatt sokkal nagyobb jelet ad, mint az ionizációs kamra, mely szintén gáztöltésű detektor. Ez azzal függ össze, hogy magasabb feszültségen működik, ezért a feszültség nemcsak az elektron-ion párok rekombinálódását tudja megakadályozni (ti. az elektronok gyorsan eltávolodnak az anód felé), hanem annyira felgyorsítja az elektronokat, hogy azok a semleges gázatomokkal ütközve tovább ionizálnak, s így elektronlavina keletkezik. Az elektronok sokszorozódása csak a feszültségtől függ, az eredetileg keletkezett elektronok számától nem, ezért a „gázerősítés” nem rontja el az arányosságot az elnyelődött részecskeenergia és a jelnagyság között. Erre az arányosságra utal a „proporcionális” jelző is.

## Részletes működése
A proporcionális számláló egyfajta gáztöltésű ionizációs detektor, tehát a Geiger–Müller számlálóval azonos elven működik, csak alacsonyabb  feszültségen. A cső feltöltésére nemesgázt használnak, a stabilitás eléréséhez pedig UV-fényt elnyelő gázt adnak hozzá. A számlálócsőben semleges gáz van, és egy kis mennyiségű korlátozó gáz, mely megakadályozza az ionizálási lavina hatását. A keverék általában 90% argon és 10% metán, amely más néven P-10. A bejövő ionizáló részecske, ha elegendő energiával rendelkezik, a gáz atomok  kötött elektronjait kiszakítja (lásd: ionizációs energia). Ebből visszamarad az elektron és a pozitívan töltött atom, vagyis egy ionpár. Ahogy a töltött részecske áthalad a kamrán, a pályája mentén ionpárokból álló nyomot hagy. A folyamat során keletkezett elektronok az alkalmazott elektromos mező hatására a kiolvasó elektróda, az anód felé sodródnak (drift). Ugyanakkor a pozitív ionok sokkal kisebb sebességgel a katód felé sodródnak. A gyakorlatban a drift idők mikroszekundumokban illetve milliszekundumokban mérhetők.
A proporcionális kamra működési feszültsége magasabb, mint az ionizációs kamráé, ezért a sodródó elektronok elég energiát gyűjtenek a közepes szabad úthosszukon ahhoz, hogy újabb ionpárokat keltsenek, amikor a semleges gázatomokkal ütköznek. Ezekben az új eseményekben keletkezett elektronok a kiolvasó elektronika felé sodródva maguk is új ionpárokat tudnak kelteni. Ily módon ionpárok sora hozható létre, amit  Townsend-lavinának is hívnak. Ha az üzemi feszültséget gondosan megválasztjuk, minden lavinafolyamat, mely ugyanabból a kiindulási ionizáló eseményből ered, egymástól függetlenül fog történni. Ezért, bár a felszabadult elektronok összes száma exponenciálisan nőhet a távolsággal, a teljes létrejövő töltésmennyiség továbbra is arányos az eredeti eseményben felszabadult energiával.
Az elektródák geometriája és a feszültségek úgy vannak kiválasztva, hogy a kamra legnagyobb részében az elektromos mező nem elég a Townsend-lavina létrehozásához. Az elektronok addig sodródnak, amíg elég közel nem kerülnek az anódhoz, ahol az erős mező lehetővé teszi a lavinás sokszorozódást. Ebben az esetben minden elektron nagyjából ugyanannyira sokszorozódik (kb. egymilliószorosára) függetlenül attól, hogy mennyi utat tett meg az alacsonyabb térerősségű területen. A kamrán átutazó töltött részecskék energiája és a teljes töltés közötti arányosság alkalmassá teszi a proporcionális számlálót töltött részecske spektroszkópiára. Ha a térerősség mindenhol a kritikus érték alatt van, akkor nem fordul elő a Townsend-lavina, és a detektor ionizációs kamraként üzemel. Ha a feszültség (és így a térerősség is) túl nagy, akkor a gázerősítés eléri a maximumot, és a kamrából jövő összes jel ugyanolyan amplitúdójú lesz. Ezáltal a detektor Geiger–Müller számlálóként működik.
Ha a működtető feszültséget megfelelően állítják be, akkor minden lavinahatás egymástól függetlenül alakul ki. Így, annak ellenére, hogy  a felszabadított elektronok száma exponenciálisan nőhet a távolsággal, a keletkezett töltés összege arányos marad az eredeti eseménnyel. Az elektródok közötti teljes töltés mérésével (az áram idő szerinti integrálja), megkapjuk a részecskék kinetikus energiáját, mert a keletkezett ionpárok száma arányos az energiájukkal.
A teljes töltés (az elektromos áram időre integrálva) mérésével az elektródák között ki lehet következtetni a részecske  kinetikus energiáját, mivel a töltött részecske által létrehozott ionpárok száma arányos a részecske energiájával.
A gázerősítés folyamata megnövelheti a detektor  jel-zaj arányát, és csökkentheti a szükséges erősítést, amit a külső elektronikák végeznek. A detektoron áthaladó töltött részecske energiája és a teljes létrejött töltésmennyiség közötti arányosság miatt a proporcionális kamra hasznos eszköze a töltéssel rendelkező részecskék  spektroszkópiájának. A proporcionális kamra energiafelbontása azonban korlátozott, mert a kezdeti ionizáló esemény és az azt követő erősítő események sora is statisztikai fluktuációt mutat.
A felbontás korlátozott, mert mind a kezdeti ionizáló eseménynél, mind az azt követő többszörözésnél szerepet játszik a statisztikus fluktuáció.

## Alkalmazásai
A proporcionális számláló alkalmas nagy energiájú fotonok detektálására is, mint például a Röntgen-sugárzás vagy a gamma-sugárzás, ha ezek áthatolnak a belépő ablakon.